# توشیهیرو یوشیمورا
توشیهیرو یوشیمورا (انگلیسی: Toshihiro Yoshimura؛ زادهٔ ۲۸ ژوئن ۱۹۷۱) بازیکن فوتبال اهل ژاپن است.
از باشگاه‌هایی که در آن بازی کرده‌است می‌توان به باشگاه فوتبال ویسل کوبه و باشگاه فوتبال جوبیلو ایواتا اشاره کرد.